# Copa del Món de Futbol de 2026
La Copa del Món de Futbol de 2026 serà la XXIII edició de la Copa del Món de la FIFA, que tindrà lloc a l'estiu de 2026 al Canadà, els Estats Units d'Amèrica i Mèxic.

## Seus
El 16 de juny de 2022, es van triar les seus per a la Copa del Món de 2026 entre les 23 ciutats amfitriones inicialment nominades. Les 16 ubicacions oficials seran: dues al Canadà (Toronto i Vancouver), tres a Mèxic (Guadalajara, Ciutat de Mèxic i Monterrey) i onze als Estats Units (Atlanta, Boston, Dallas, Houston, Kansas City, Los Angeles, Miami, Nova York/Nova Jersey, Filadèlfia, San Francisco i Seattle).
Canadà
| VancouverTorontoCopa del Món de Futbol de 2026 (Canadà) | Vancouver         | Toronto           |
| ------------------------------------------------------- | ----------------- | ----------------- |
| VancouverTorontoCopa del Món de Futbol de 2026 (Canadà) | Estadi BC Place   | BMO Field         |
| VancouverTorontoCopa del Món de Futbol de 2026 (Canadà) | Capacitat: 54.500 | Capacitat: 30.000 |
| VancouverTorontoCopa del Món de Futbol de 2026 (Canadà) |                   |                   |

Mèxic
| GuadalajaraCiutat de MèxicMonterreyCopa del Món de Futbol de 2026 (Mèxic) | Ciutat de Mèxic   | Monterrey         | Guadalajara       |
| ------------------------------------------------------------------------- | ----------------- | ----------------- | ----------------- |
| GuadalajaraCiutat de MèxicMonterreyCopa del Món de Futbol de 2026 (Mèxic) | Estadi Azteca     | Estadi BBVA       | Estadi Chivas     |
| GuadalajaraCiutat de MèxicMonterreyCopa del Món de Futbol de 2026 (Mèxic) | Capacitat: 87.523 | Capacitat: 53.500 | Capacitat: 46.232 |
| GuadalajaraCiutat de MèxicMonterreyCopa del Món de Futbol de 2026 (Mèxic) |                   |                   |                   |

Estats Units
| Los AngelesNova YorkKansas CityHoustonDallasAtlantaFiladèlfiaSan FranciscoBostonSeattleMiamiCopa del Món de Futbol de 2026 (Estats Units) | Los AngelesNova YorkKansas CityHoustonDallasAtlantaFiladèlfiaSan FranciscoBostonSeattleMiamiCopa del Món de Futbol de 2026 (Estats Units) | Los Angeles                                | Nova York                                      | Kansas City                     |
| --- | --- | ------------------------------------------ | ---------------------------------------------- | ------------------------------- |
| Los AngelesNova YorkKansas CityHoustonDallasAtlantaFiladèlfiaSan FranciscoBostonSeattleMiamiCopa del Món de Futbol de 2026 (Estats Units) | Los AngelesNova YorkKansas CityHoustonDallasAtlantaFiladèlfiaSan FranciscoBostonSeattleMiamiCopa del Món de Futbol de 2026 (Estats Units) | SoFi Stadium (Inglewood, Califòrnia)       | MetLife Stadium (East Rutherford, Nova Jersey) | Arrowhead Stadium               |
| Los AngelesNova YorkKansas CityHoustonDallasAtlantaFiladèlfiaSan FranciscoBostonSeattleMiamiCopa del Món de Futbol de 2026 (Estats Units) | Los AngelesNova YorkKansas CityHoustonDallasAtlantaFiladèlfiaSan FranciscoBostonSeattleMiamiCopa del Món de Futbol de 2026 (Estats Units) | Capacitat: 70.240                          | Capacitat: 82.500                              | Capacitat: 76.416               |
| Los AngelesNova YorkKansas CityHoustonDallasAtlantaFiladèlfiaSan FranciscoBostonSeattleMiamiCopa del Món de Futbol de 2026 (Estats Units) | Los AngelesNova YorkKansas CityHoustonDallasAtlantaFiladèlfiaSan FranciscoBostonSeattleMiamiCopa del Món de Futbol de 2026 (Estats Units) |                                            |                                                |                                 |
| Houston | Atlanta | Filadèlfia                                 | Seattle                                        | Dallas                          |
| NRG Stadium | Mercedes-Benz Stadium | Lincoln Financial Field                    | CenturyLink Field                              | AT&T Stadium (Arlington, Texas) |
| Capacitat: 71.795 | Capacitat: 71.000 | Capacitat: 69.176                          | Capacitat: 69.000                              | Capacitat: 80.000               |
| | |                                            |                                                |                                 |
| San Francisco | Boston | Miami                                      |                                                |                                 |
| Levi's Stadium (Santa Clara, Califòrnia)                                                                                                  | Gillette Stadium (Foxborough, Massachusetts)                                                                                              | Hard Rock Stadium (Miami Gardens, Florida) |                                                |                                 |
| Capacitat: 68.500 | Capacitat: 65.878 | Capacitat: 64.767                          |                                                |                                 |
| | |                                            |                                                |                                 |